# 片岡護
片岡 護（かたおか まもる、 1948年9月15日 - ）は、日本のシェフ、レストラン経営者。

## 概要
イタリア料理ブームの火付け役としても知られる。一般社団法人全日本・食学会理事。

## 来歴

### 生い立ち
東京都品川区に生まれる。母が外交官・金倉英一の家で家政婦として務めていた縁で、中学生時代にイタリア料理と出会う。東京都立田園調布高等学校卒業。高校時代は美術部に所属し、工業デザイナーを目指していたという。芸大を目指すも2浪する。

### 料理人として

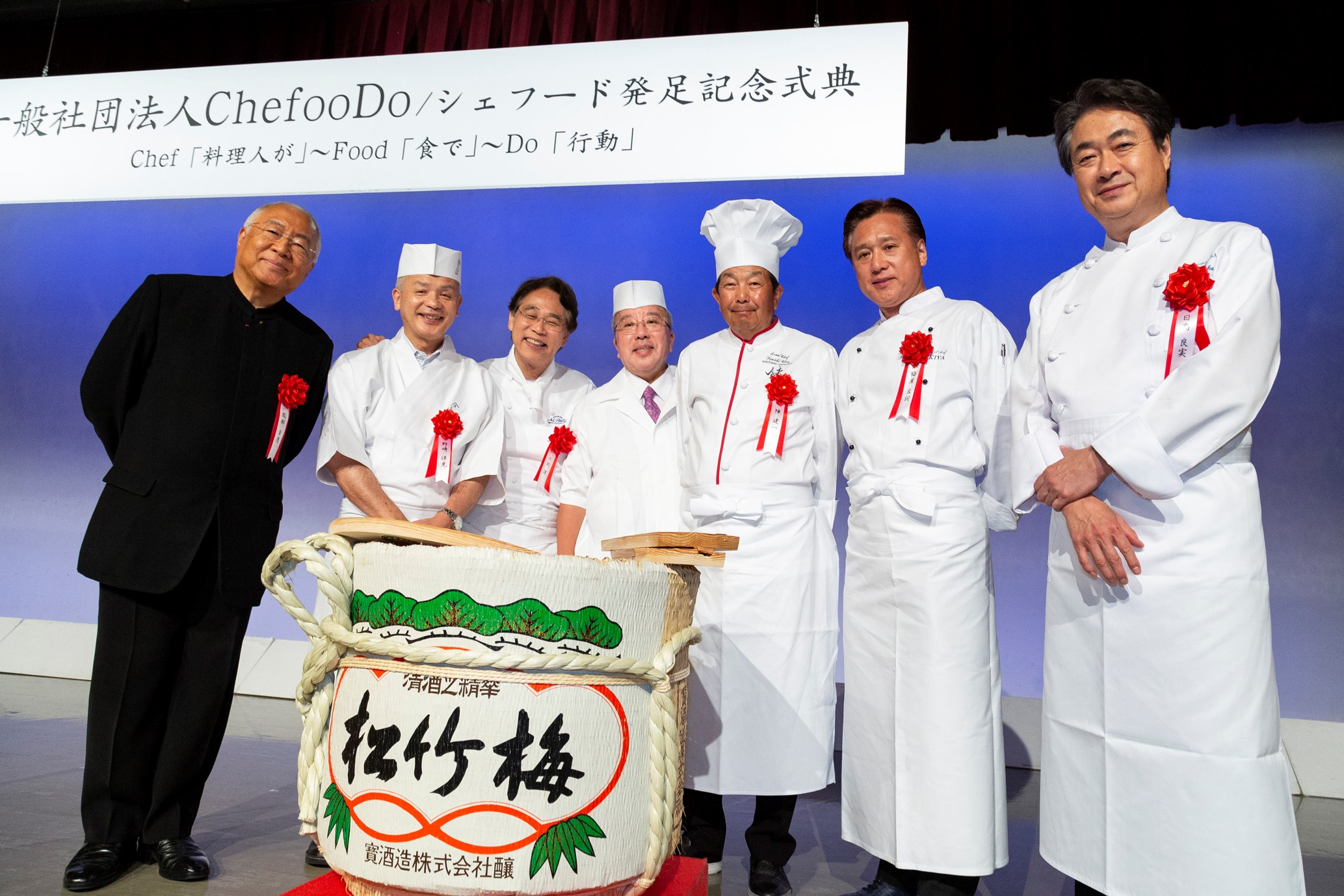
2018年8月10日、ChefooDo発足記念式典にて副会長野﨑洋光（左から2人目）、田村隆（中央）、日髙良実（右端）、脇屋友詞（右から2人目）、特別顧問服部幸應（左端）、陳建一（右から3人目）と

ミラノ総領事として勤務することとなる金倉から総領事付コックになることを薦められ、日本料理の「つきぢ田村」で3か月修行後、1968年にイタリアミラノへ料理人として渡航。総領事付コック時代、ミラノのナヴィリオ地区にある魚介料理専門店「アルポルト」と出会い、のちにオープンすることとなるレストランの名前に使用することとなる。
1973年に日本へ帰国。代官山「小川軒」、テノール歌手・五十嵐喜芳のオーナー店南麻布「リストランテ マリーエ」料理長（6年契約）を経て、1983年に港区西麻布にオーナーレストラン「リストランテ アルポルト」をオープンする。女優の有馬稲子がコラムで紹介し有名店となる。2009年には超人シェフ倶楽部を発足し、副会長に就任。
2021年、黄綬褒章受章

## 家族・親族
息子の片岡宏之もシェフである。

## テレビ出演
- きょうの料理 - NHK[3]
- ごごナマ - NHK
- ごはんジャパン - テレビ朝日[11]

## 著書
- アルポルト 片岡護のイタリア小皿料理（柴田書店 1987年 ISBN 978-4388054541）
- 片岡護のイタリア小皿料理―アルポルト（柴田書店 1992年 ISBN 978-4388055548）
- Dieta Italiana(ディエタ・イタリアーナ)―からだにやさしいイタリア料理（同朋舎出版 1994年 ISBN 978-4810417685）
- アーリオオーリオのつくり方（朝日出版社 1994年 ISBN 978-4810417685）
- 片岡護のイタリア家庭料理―簡単に作れて健康に良い（曜曜社出版 1994年 ISBN 978-4896921090）
- パスタ歳時記―独創の90品に秘められた料理のこころ（講談社 1995年 ISBN 978-4062640077）
- 片岡護とっておきのパスタ料理―手軽なパスタとおしゃれな小皿料理（曜曜社出版 1996年 ISBN 978-4896921267）
- 片岡護のイタリアおしゃれ料理―きままに作ってかる~く楽しむパーティ料理（共著 廣済堂出版 1996年 ISBN 978-4331505267）
- かんたんイタリア料理（ブティック社 1996年 ISBN 978-4834751673）
- 超級プロにならう季節の野菜料理（ハースト婦人画報社 1996年 ISBN 978-4573900028）
- 片岡護のかんたんイタリア料理 (2)（ブティック社 1997年 ISBN 978-4834752069）
- 「アルポルト」片岡護のパスタ・スペシャリテ60（文化出版局 1998年 ISBN 978-4579206087）
- もっと気軽にイタリア料理をめしあがれ（主婦と生活社 1998年 ISBN 978-4391122091）
- 片岡護のイタリアンデザート ドルチェ（ひかりのくに 1998年 ISBN 978-4564421617）
- とってもかんたんイタリアン―3人のシェフの3つのイタリア（共著 婦人画報社 1998年 ISBN 978-4573900516）
- アーリオオーリオのつくり方―明日も食べたいパスタ読本（集英社 1999年 ISBN 978-4087470468）
- シェフとマンマでイタリア料理―レストランの味わい、家庭料理の温かさ（共著 集英社 1999年 ISBN 978-4081050505）
- パスタ・PASTA・パスタ―12の季節を味わう100の簡単レシピ（共著 ひかりのくに 1999年 ISBN 978-4564421631）
- イタリア料理の基本（新星出版社 2000年 ISBN 978-4405096615）
- 「アルポルト」片岡護のアンティパスト・スペシャリテ（文化出版局 2001年 ISBN 978-4579207558）
- パスタ・グラッツェ!―今すぐ作りたくなる、楽しいパスタレシピ（共著 イマージュ 2001年 ISBN 978-4594031541）
- 片岡護の手軽にイタリアン―美味しい、簡単、ヘルシーな味を家庭で楽しむ（日本実業出版社 2002年 ISBN 978-4534601742）
- 毎日食べたいパスタ―かんたん・おいしい・太らない（ベストセラーズ 2002年 ISBN 978-4584165409）
- 片岡護のデイリー・パスタ―リストランテ・アルポルトへようこそ（河出書房新社 2003年 ISBN 978-4309266398）
- 和の素材でイタリアン（講談社 2003年 ISBN 978-4062716109）
- 「アルポルト」片岡護の家庭で簡単!本格イタリアン―身近な食材で作る!シェフ秘伝の「コツ」伝授! （宝島社 2003年 ISBN 978-4796636957）
- リストランテ「アルポルト」片岡護の南イタリア食べ歩きレシピ―ローマからシチリアを旅して  （双葉社 2004年 ISBN 978-4575296662）
- 野菜が主役のパスタ（インデックス・マガジンズ 2004年 ISBN 978-4860481384）
- イタリア料理の基本〈2〉（新星出版社 2005年 ISBN 978-4405091269）
- 片岡護のシーフードイタリアン（ソニーマガジンズ 2006年 ISBN 978-4789728379）
- 片岡護の絶品パスタ（講談社 2007年 ISBN 978-4062810883）
- DVDでわかる新・イタリア料理の基本（新星出版社 2007年 ISBN 978-4405091566）
- アルポルト直伝 ちょっと贅沢イタリアン（講談社 2008年 ISBN 978-4062783811）
- これでパスタ自慢!（共著 NHK出版 2008年 ISBN 978-4146462199）
- イタリア菓子の基本（世界文化社 2008年 ISBN 978-4418083060）
- おうちでシェフ味 美味しいサラダを作りたい ―ひと味違うドレッシングも満載!（共著 世界文化社 2009年 ISBN 978-4418093045）
- アルポルト 片岡護シェフのヘルシー・カンタン・イタリアンレシピ　シリコンスチーマー付き（ぴあ 2011年 ISBN 978-4835620022）
- 片岡護のイタリアンパスタレシピ 決定版120: 伝統の味からアルポルトオリジナルまで（誠文堂新光社 2011年 ISBN 978-4416811702）
- ワイン好きのイタリアンおつまみ100（ステレオサウンド 2013年 ISBN 978-4880733173）
- リストランテ アルポルト 旬野菜のシンプルレシピ（主婦と生活社 2013年 ISBN 978-4391635218）
- 片岡護の極みのパスタ料理50（光文社 2014年 ISBN 978-4334977658）
- 片岡護の料理の段取り: イタリアンの名シェフが作る【おいしい】家庭料理ベスト86（主婦と生活社 2015年 ISBN 978-4391146110）